# 식역
식역(識閾,sensory threshold 또는 threshold)은 감각이나 반응을 일으키는 경계에 있는 자극의 크기로 절대 식역과 상대 식역이 있다.

## 같이 보기
- 리커트 척도
- 면역이론